# Mihaela Armășescu
Mihaela Armășescu (Tomșani, 3 de septiembre de 1963) es una deportista rumana que compitió en remo.
Participó en dos Juegos Olímpicos de Verano, obteniendo dos medallas, plata en Los Ángeles 1984 y plata en Seúl 1988, en la prueba de ocho con timonel).
Ganó cinco medallas en el Campeonato Mundial de Remo entre los años 1982 y 1989.

## Palmarés internacional
| Juegos Olímpicos   | Juegos Olímpicos             | Juegos Olímpicos  | Juegos Olímpicos   |
| Año                | Lugar                        | Medalla           | Prueba             |
| ------------------ | ---------------------------- | ----------------- | ------------------ |
| 1984               | Los Ángeles (Estados Unidos) | Medalla de plata  | Ocho con timonel   |
| 1988               | Seúl (Corea del Sur)         | Medalla de plata  | Ocho con timonel   |
| Campeonato Mundial |                              |                   |                    |
| Año                | Lugar                        | Medalla           | Prueba             |
| 1982               | Lucerna (Suiza)              | Medalla de bronce | Cuatro con timonel |
| 1985               | Malinas (Bélgica)            | Medalla de bronce | Ocho con timonel   |
| 1986               | Nottingham (Reino Unido)     | Medalla de bronce | Ocho con timonel   |
| 1989               | Bled (Yugoslavia)            | Medalla de oro    | Ocho con timonel   |
| 1989               | Bled (Yugoslavia)            | Medalla de bronce | Cuatro sin timonel |